# Ivan II. Komnen
Ivan II. Dobri Komnen (grč. Ἰωάννης Κομνηνός, Iōánnēs Komnēnós) (Carigrad, 13. rujna 1087. – Taurus, 8. travnja 1143.), bizantski car od 1118. godine. Prema mišljenju suvremenika, ali i kasnijih generacija, Ivan je bio jedan od najvećih vladara među Komnenima.

## Životopis
Rodio se kao prvorođeni sin u carskoj obitelji cara Aleksija I. i carice Irene Duke. Godine 1092. postao je suvladar uz svoga oca. Poslije očeve smrti 1118. godine, preuzeo je sveukupnu vlast u Carstvu. Tijekom svoje vladavine nastojao je povratiti teritorije od Arapa, Seldžuka i križara te vratiti ugled Bizantu. Godine 1122. potukao je Pečenege u Trakiji i zauvijek otklonio opasnost od njih. Pokušavao je oslabiti utjecaj Mletačke Republike u Bizantu koji je sputavao bizantsku trgovinu, ali nije uspio raskinuti trgovinski sporazum iz 1082. godine, koji je Mlačanima davao velike povlastice na području Carstva. Godine 1126. mletačka flota napala je bizantske otoke u Egejskom moru našto je car bio prisiljen potvrditi dotadašnje mletačke privilegije novim sporazumom. Usprkos tom neuspjehu, na Balkanu je zaredao s novim uspjesima. Godine 1128. porazio je Srbe i Mađare. Iskoristio je rodbinske veze s mađarskom dinastijom Arpadovića kako bi ostvario utjecaj na Ugarsku koja se početkom 12. stoljeća prometnula u novu balkansku i jadransku silu. Dao je utočište u Carigradu ugarskom kraljeviću Almošu, zbog čega je ugarsko-hrvatski kralj Stjepan II. (1116. – 1131.) napao Bizant. U ratu su Mađari razorili Beograd i Braničevo, no ipak ih je nadmoćna bizantska vojska natjerala na povlaćenje i sklapanje mira.
Godine 1130. car Ivan II. okrenuo se prema istoku gdje je povratio Ciliciju i 1137. godine zauzeo Antiohiju. Dvije godine kasnije sklopio je savez s rimsko-njemačkim carem Lotarom III. (1133. – 1137.) protiv južnotalijanskih Normana, koji su pod vodstvom novoga kralja, Ruđera II. ponovno počeli jačati i ugrožavati bizantske i njemačke posjede na jugu Italije. Nakon Lotarove smrti, sklopio je savez s Konradom III. iz dinastije Hohenstaufen i gradom Pisom. U trenutku pripremanja akcije za ponovno vraćanje Palestine pod bizantsku vlast, ranjen je u lovu otrovnom strelicom te je umro, a naslijedio ga je najmlađi sin Manuel.
Podigao je moć i ugled Bizantskoga Carstva, ojačao vojnu snagu te proširio teritorij na Istoku i na Balkanu, ali unatoč naporima nije se uspio osloboditi mletačkoga gospodarskog pritiska.